# Ioasaf (Hubeň)
Ioasaf (světským jménem: Petro Ivanovyč Hubeň; * 8. dubna 1961, Kuty) je ukrajinský duchovní Ukrajinské pravoslavné církve Moskevského patriarchát, metropolita vasylkivský a vikář kyjevské eparchie.

## Život
Narodil se 8. dubna 1961 ve vesnici Kuty Čerkaské oblasti.
Absolvoval Kyjevské technické učiliště a pracoval v průmyslovém závodu.
Roku 1990 byl přijat na Kyjevský duchovní seminář a roku 1994 na Kyjevskou duchovní akademii. Dne 10. listopadu 1994 se stal asistentem inspektora Kyjevských duchovních škol.
Dne 28. listopadu 1995 jej metropolita charkovský Nykodym (Rusnak) rukopoložil na diákona a 9. listopadu 1997 biskup žytomyrský Gurij (Kuzmenko) na jereje.
Dne 27. března 1998 byl postřižen na monacha se jménem Ioasaf na počest svatého Joasafa Bělgorodského.
Na Velikonoce roku 1999 byl povýšen na igumena. Dne 8. června 2000 byl povýšen na archimandritu.
Dne 1. srpna 2000 byl jmenován blagočinným chrámu Narození přesvaté Bohorodice při akademii a semináři.
Dne 9. února 2006 byl zařazen do pracovní skupiny pro dialog s Ukrajinskou pravoslavnou autokefální církví.
Dne 31. března 2006 se stal docentem katedry kanonického práva Kyjevské duchovní akademie.
Od 22. ledna 2007 byl představeným chrámu Vzkříšení v Kyjevě.
Dne 14. prosince 2007 jej Svatý synod Ukrajinské pravoslavné církve zvolil biskupem kachovským a beryslavským. Dne 15. prosince byl oficiálně jmenován biskupem a následující den proběhla jeho biskupská chirotonie.
Dne 10. února 2011 byl převeden na kirovohradskou katedru.
Dne 9. července 2012 byl povýšen na arcibiskupa a 17. srpna 2017 na metropolitu.
Dne 23. listopadu 2022 se stal metropolitou vasylkivským a vikářem kyjevské eparchie.
Dne 11. května 2023 byl s protojerejem Romanem Kondratěvem odsouzen Kropyvnyckým rajóním soudem za porušování rovnosti občanů v závislosti na jejich náboženském přesvědčení ke třem letům odnětí svobody se zákazem vykonávat vedoucí pozici v jakékoliv náboženské organizaci po dobu jednoho roku.